# Maria Kun
Maria Kun, född 17 april 1973 i Eskilstuna, är en svensk före detta fotbollsspelare.
Kun representerade på klubbnivå Gideonsbergs IF. Hon spelade 6 A-landskamper för Sverige, och var med i Sveriges trupp i OS 1996.